# Собор Святого Стефана (Мец)
Собо́р Свято́го Сте́фана або Ме́цький собо́р (фр. Cathédrale Saint-Étienne de Metz, нім. Stephanuskathedrale von Metz) — готичний католицький собор у французькому місті Мец, департамент Мозель, регіон Лотарингія. Сформований у XIV столітті, коли до північного фасаду старої романської церкви був прибудований новий неф. Собор розташований у самому центрі міста, на площі Зброї (фр. Place d'Armes) і є основним об'єктом історичного центру міста.
У XV столітті до собору були прибудовані поперечний неф і хори. Висота нефу становить 41,41 метри, що робить його третім за величиною у Франції.
Собор Святого Стефана є кафедральний собором Мецької дієцезії Римо-Католицької церкви та резиденцією єпископа Меца.
Свою неофіційну назву — «Ліхтар Божий» — собор отримав через велику кількість вітражів, зокрема, тут знаходиться найбільший вітраж у світі, його площа становить 6,496 м². Над вітражами собору працювали митці різних часів і стилів: за доби Відродження — Ерманн фон Мюнстер (нім. Hermann von Münster), Теобальд з Ліксхейму, Валентін Буш (фр. Valentin Bousch), за доби романтизму — Шарль-Лорен Марешаль (фр. Charles-Laurent Maréchal), а у XX столітті — ташист Роже Біссьєр (фр. Roger Bissière), кубіст Жак Війон (фр. Jacques Villon) та модерніст Марк Шагал.

## Історія

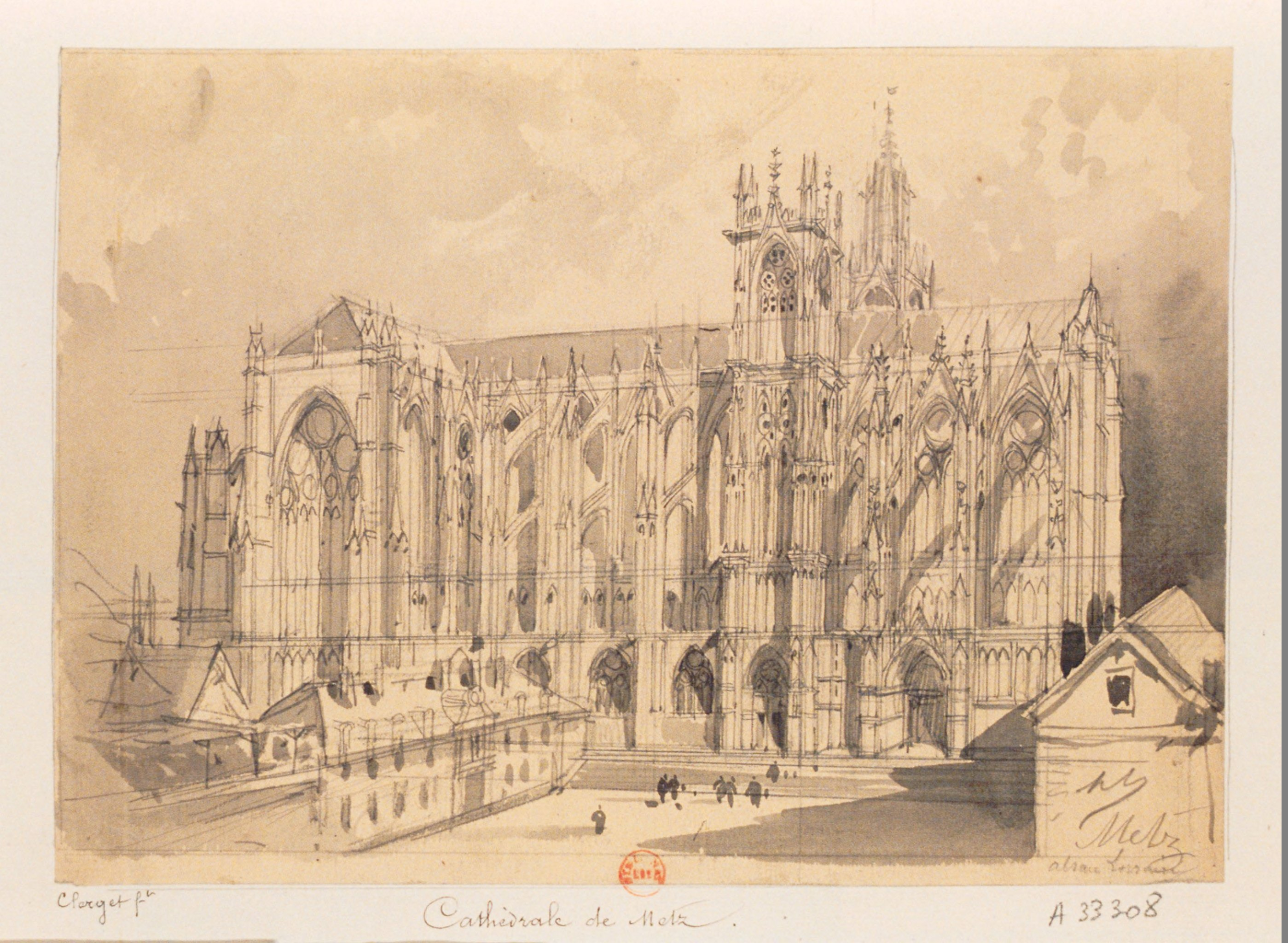
Собор у XIX столітті. Малюнок Юбера Клерже

З III століття місто Мец було центром єпископства. Перша церква на місці сучасного собору була зведена у V столітті на честь святого Стефана. Цей святий, що жив у I столітті, став популярним після віднайдення його могили у 415 році, після цього на честь святого Стефана було освячено багато церков, зокрема, собори в Ліможі, Тулузі, Буржі тощо.
Історик Григорій Турський оповідає, що, після нападу на Мец гуннів 7 квітня 451 року єдиною вцілілою міською будівлею стала церква святого Стефана. У VIII столітті, за допомоги Піпіна Короткого, до церкви були прибудовані вівтар, пресвітерій, амбулаторій та балдахін роботи майстра Хродеганга. У 965–984 роках, за вказівкою єпископа Теодоріха I, ці елементи були замінені новими, в стилі романської архітектури. Перебудови завершилися у 1040 році, тоді ж епископом Теодоріхом II була освячена нова базиліка.

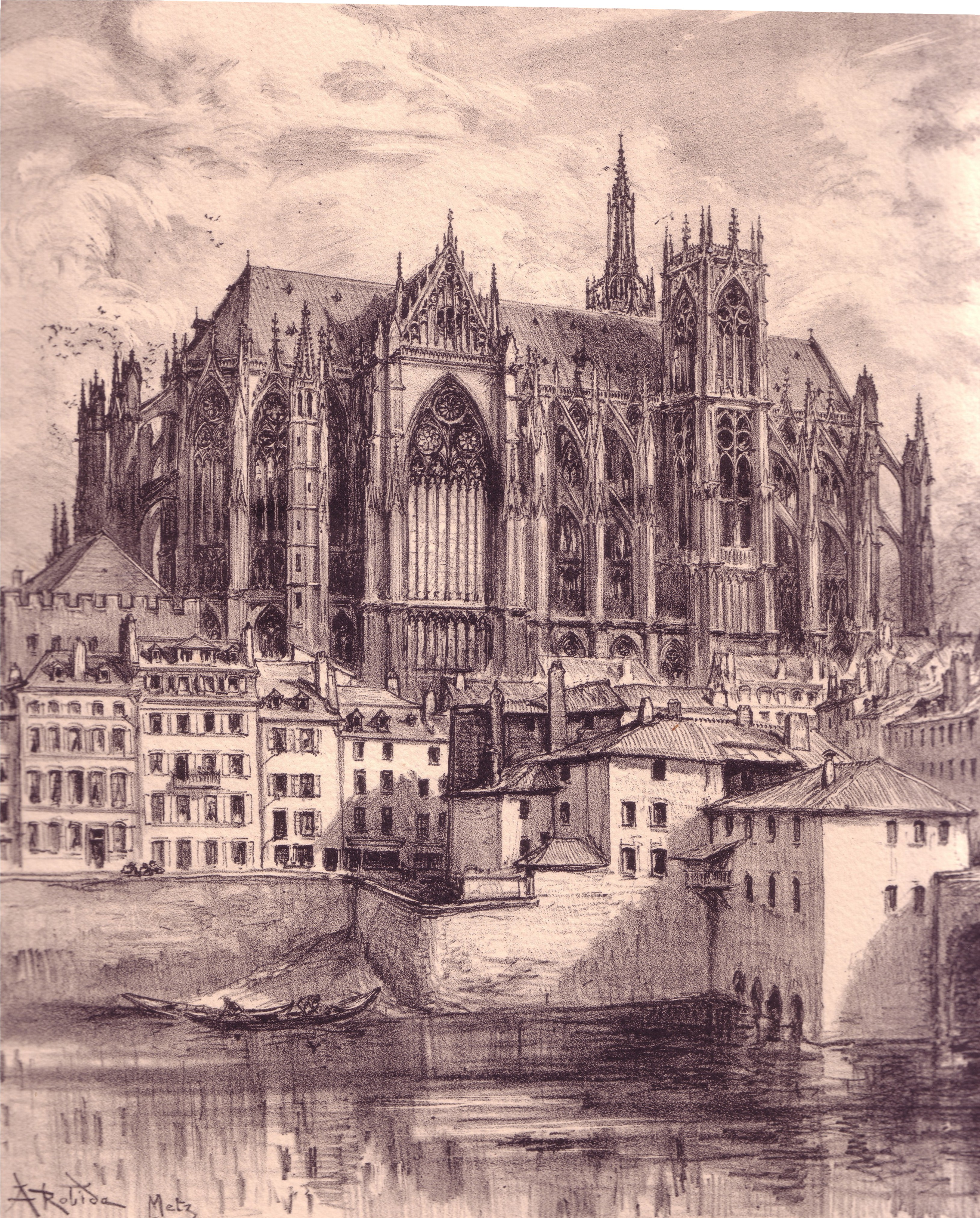
Собор у 1915 році. Малюнок Альбера Робіди

Близько 1180 року на південній стороні базиліки почалося будівництво каплиці Нотр-Дам-ля-Ронд у стилі ранньої готики, завершене у 1207 році.
У 1220 році єпископ Конрад фон Шарфенберг вирішує будувати великий кафедральний собор на місці базиліки. Одним із архітекторів собору став П'єр Перра (фр. Pierre Perrat), який раніше брав участь у будівництві інших великих соборів.
Основою нової будівлі були стіни старої базиліки. Вестверк собору був влаштований у прибудованій раніше каплиці, яка стала порталом нового собору, тоді ж з'явилися бокові нефи собору. Наступний етап будівництва проходив у 1265–1285 році, коли були зведені трифорій та дві дзвіниці. У 1290-х роках закінчилося спорудження вестверку, склепінь головного нефу та аркбутанів.
У 1300–1330 роках на південній стороні собору була споруджена каплиця Пресвятої Діви Марії, у 1380 році завершено з'єднання між колишньою готичною каплицею та нефом. У 1384 році вітражний майстер Ерманн фон Мюнстер створив вітражний тимпан на західному фасаді та вікно-«троянду».
Будівництво собору продовжилося наприкінці XV століття, коли у 1478–1483 роках майстер Анн де Ранконваль (Hannes de Ranconval) споруджає шпиль собору, близько 1490 року добудовується північний трансепт, а наприкінці 1490-х років були завершені готичні хори та східна частина собору. У 1504 році північний трансепт був прикрашений вітражним тимпаном роботи майстра Теобальда з Ліксхейму (Théobald de Lixheim). Того ж року почалося спорудження південного трансепту, і близько 1520 року основний об'єм будівництва було завершено. У 1518–1539 роках майстер Валентин Буш прикрасив собор вітражами.
Собор був освячений 11 квітня 1552 року.
У 1755 році французький архітектор Жак-Франсуа Блондель запропонував реконструювати будівлю собору. Проект реконструкції підтримав губернатор Меца Труа-Евеше, який вирішив, що Мец не має поступатися Нансі та його площі Станіслава. В результаті реконструкції перед собором з'явилася площа, Королівське місце, для сого довелося зруйнувати прилеглі будівлі: монастир, три церкви (Сен-П'єр-ле-Вйо, Сен-П'єр-ле-мажор та каплицю лотаринзького дому) та фасад собору. Реконструкція завершилася у 1764 році.
У 1877 році собор значно постраждав від пожежі, викликаної феєрверками. Після цього випадку було вирішено відбудувати собор у формах неоготики. У 1898=1903 роках було повністю перебудовано західний фасад. Портик роботи Блонделя був зруйнований, а на його місці зведено новий, у неоготичному стилі.

## Архітектура

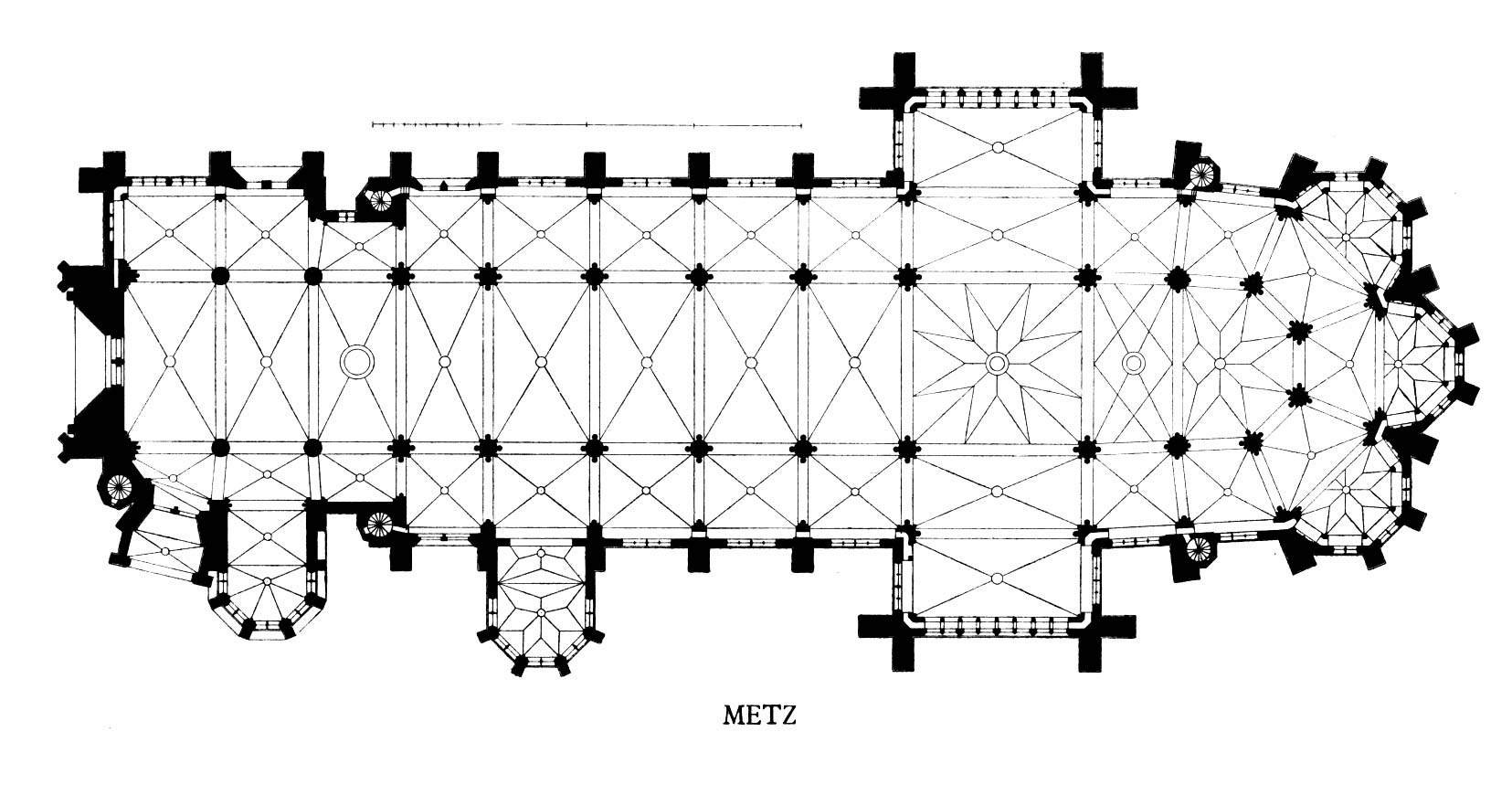
План собору

Собор святого Стефана зведений у стилі полум'янистої готики, з жовтого вапняку, видобутого в Лотарингії, в комуні Монтуа-ла-Монтань. Планування будівлі характерне для французької готики: відносно компактна форма з незначними виступами трансептів і бічних каплиць. Собор розташований на вершині пагорба над річкою Мозель, таке розташування зумовило нестандартний напрям головної осі будівлі: з північного сходу на південний захід, замість класичної осі схід-захід. Також, на відміну від інших французький та німецьких готичних соборів, де є три портали, увінчані вікном-«розою», та дві вежі-дзвіниці, собор в Меці має лише один портал, на західному фасаді, та додатковий вхід, так званий портал Пресвятої Діви, з південно-західного боку.
Неф собору підтримується аркбутанами, його найвища точка розташована на висоті 41,41 метри, що робить неф собору святого Стефана одним з найвищих в світі. Бічні нефи, висота який становить лише 14,3 метри, контрастують з високим головним нефом, візуально підкреслюючи його висоту і велич. Така особливість архітектури собору дозволила вітражним майстрам створювати високі, видовжені вітражі.
З південного боку собору розташована вежа-дзвіниця заввишки 88 метрів — так звана фр. tour de la Mutte, «дзвіниця ла Мютт». Дзвіниця була зведена у XV столітті та відреставрована у XIX столітті. Її дзвін можна почути лише у виключних випадках: під час великих свят, коли в місті пожежа або коли місто атакують вороги. Востаннє дзвін дзвонив у 1918 році, коли закінчилася Перша світова війна.
На північній стороні собору розташована менша, 69-метрова вежа-дзвіниця дю Шапітр (фр. la tour du Chapitre). Нижня частина цієї вежі була зведена у XIII столітті, верхня — у 1840–1843 роках. На фасаді вежі знаходиться велике розп'яття роботи скульптора Дюжардена, встановлене у 1894 році, а всередині дзвіниці — п'ять дзвонів різних років.
У соборі поховані видатні особи середньовічного Меца — архітектор собору П'єр Перра, майстер вітражів Ерманн фон Мюнстер, єпископи Меца Поль Дюпон де Лож та Жорж д'Абюссон де ла Фойляд.
У соборі святого Стефана зберігається багато реліквій, зокрема, дорогоцінні єпископські хрести XII–XIII століть, перстень святого Арнульфа, візайнтійська мантія XII століття, молитовник Дрогона VIII століття, біблія Карла II, ювелірні вироби XII–XIX століть, манускрипти.
Всередині собору розташована крипта. Її цікавинкою є статуя дракона Грауллі (Graoully), якого, за легендою, святий Клімент, перший мецький єпископ, вигнав з міста, де той жив і розорював мешканців.

### Екстер'єри

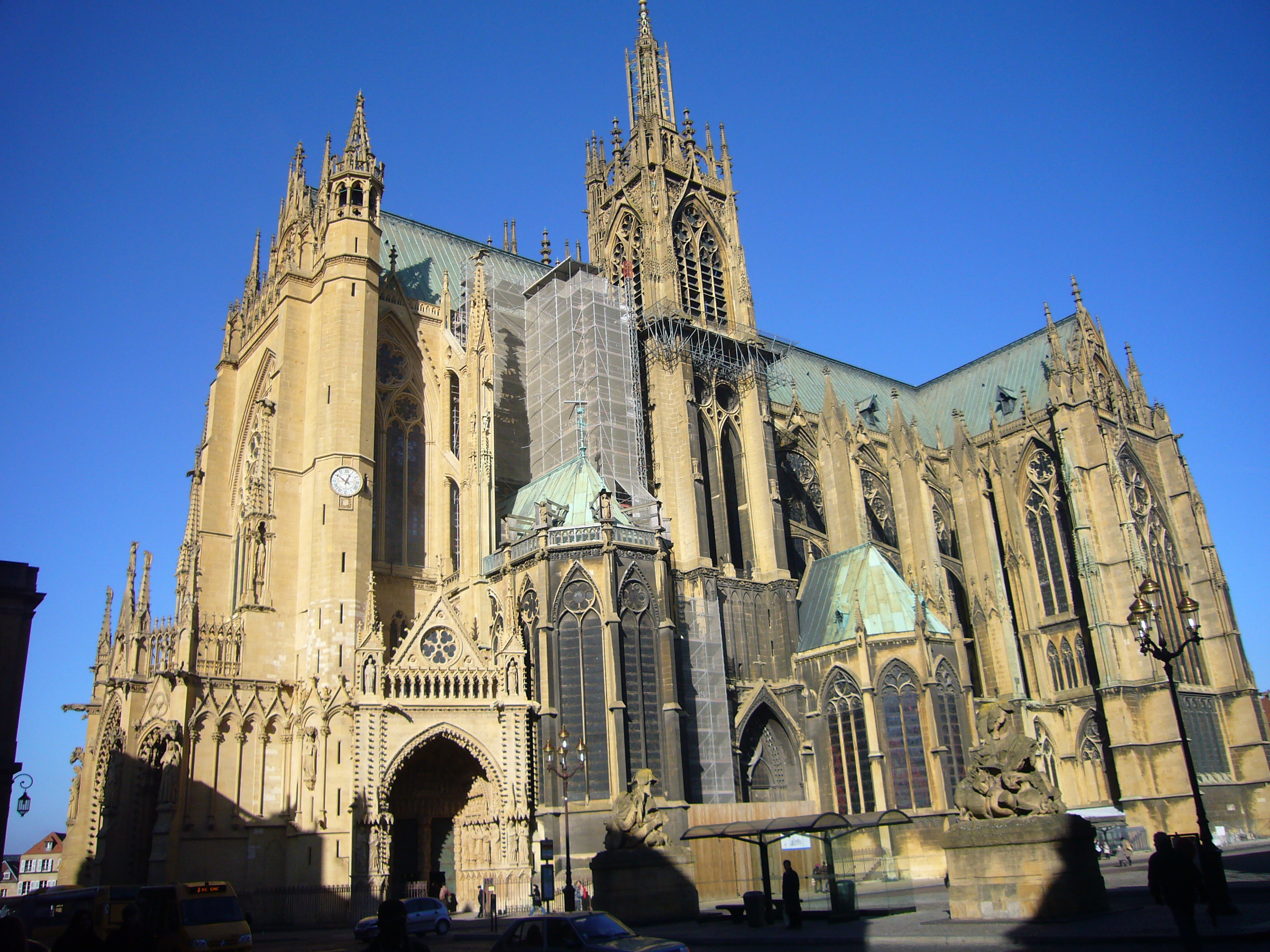
Східний фасад
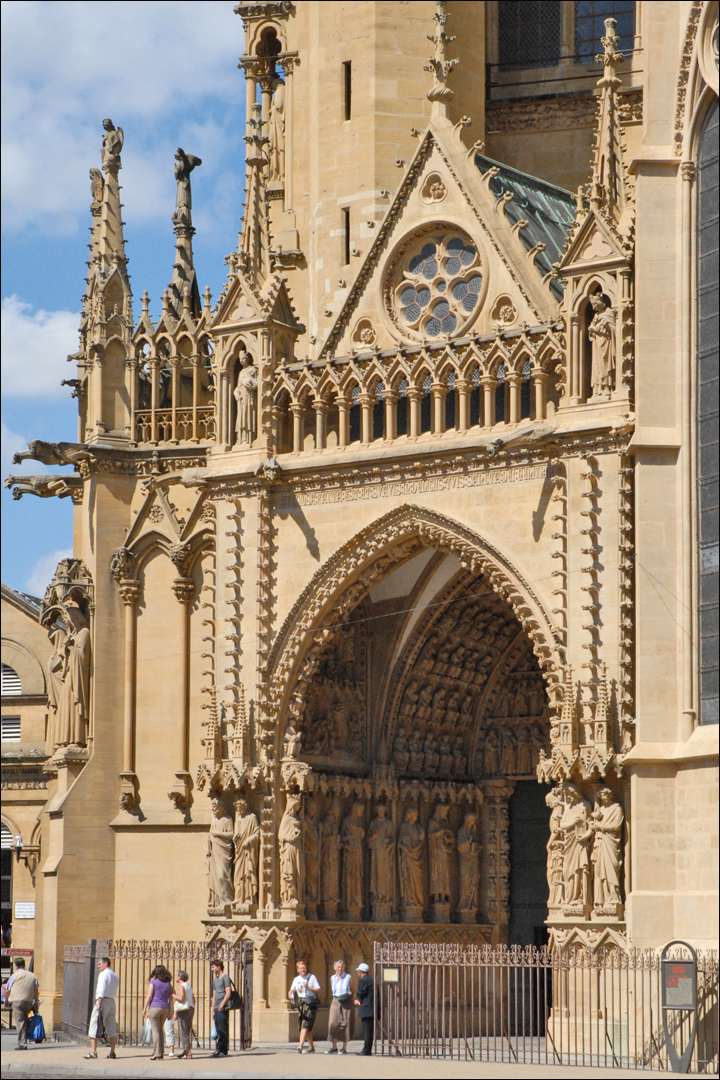
Портал Пресвятої Діви
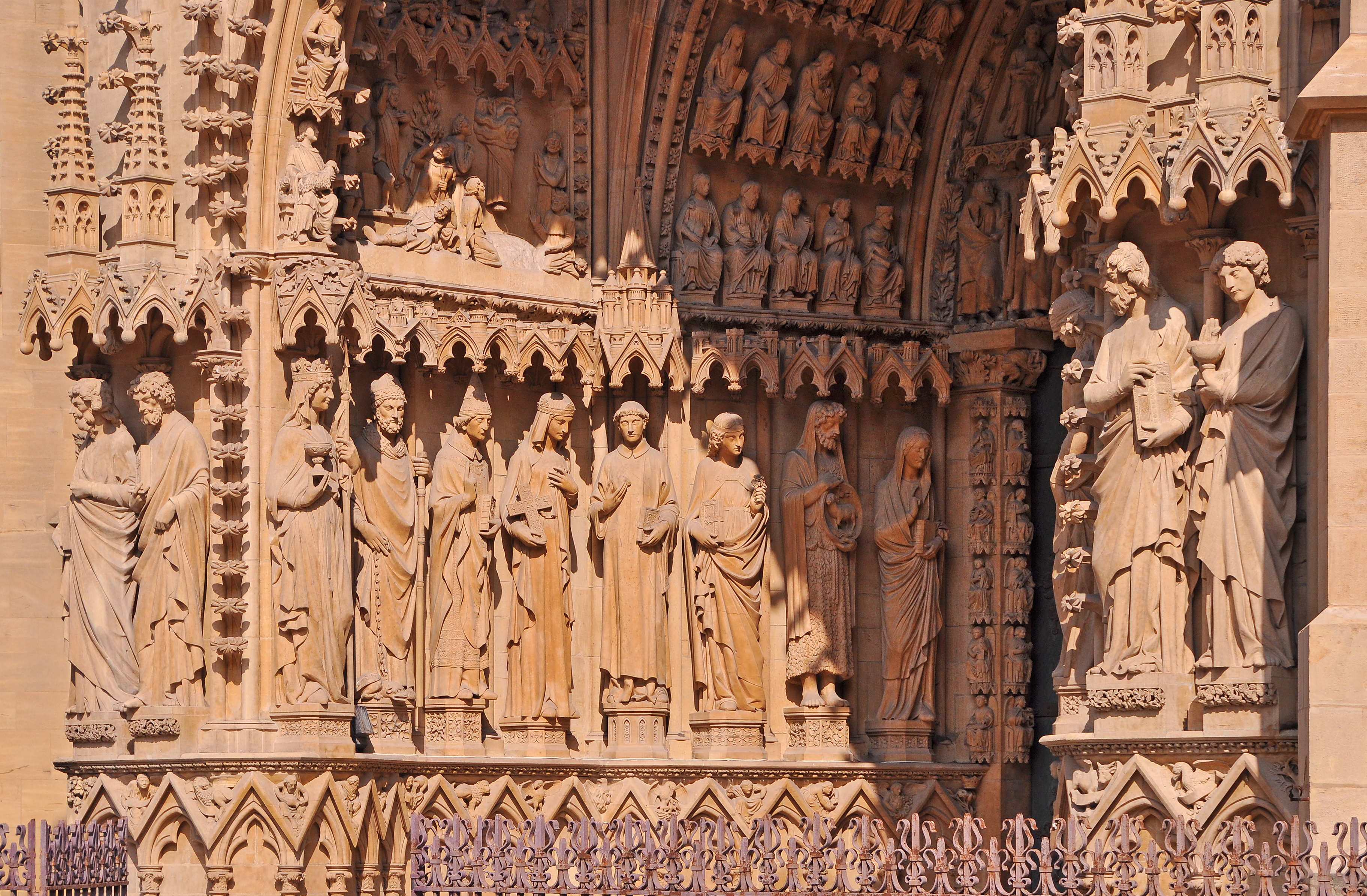
Декорування порталу Пресвятої Діви
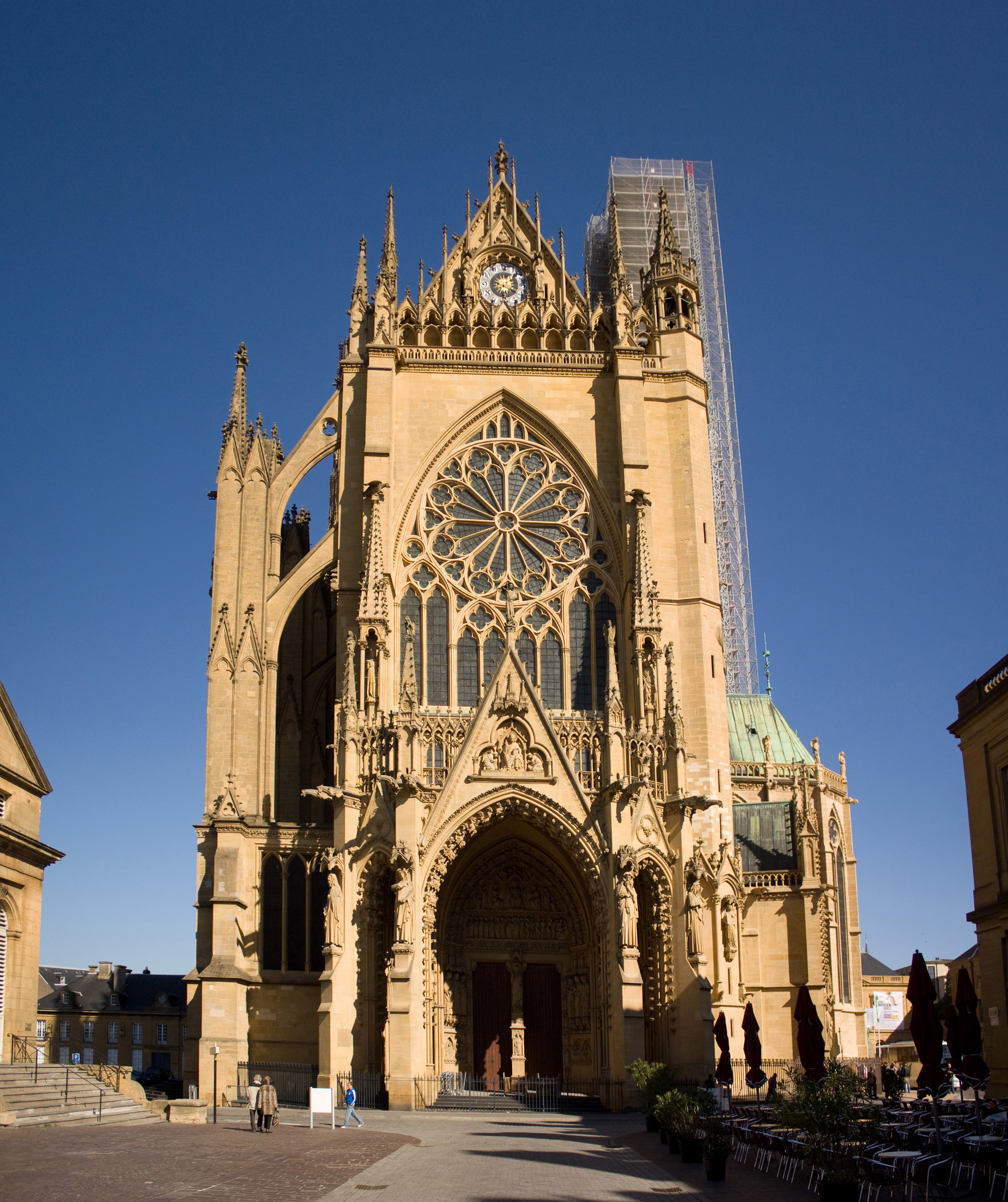
Південний фасад
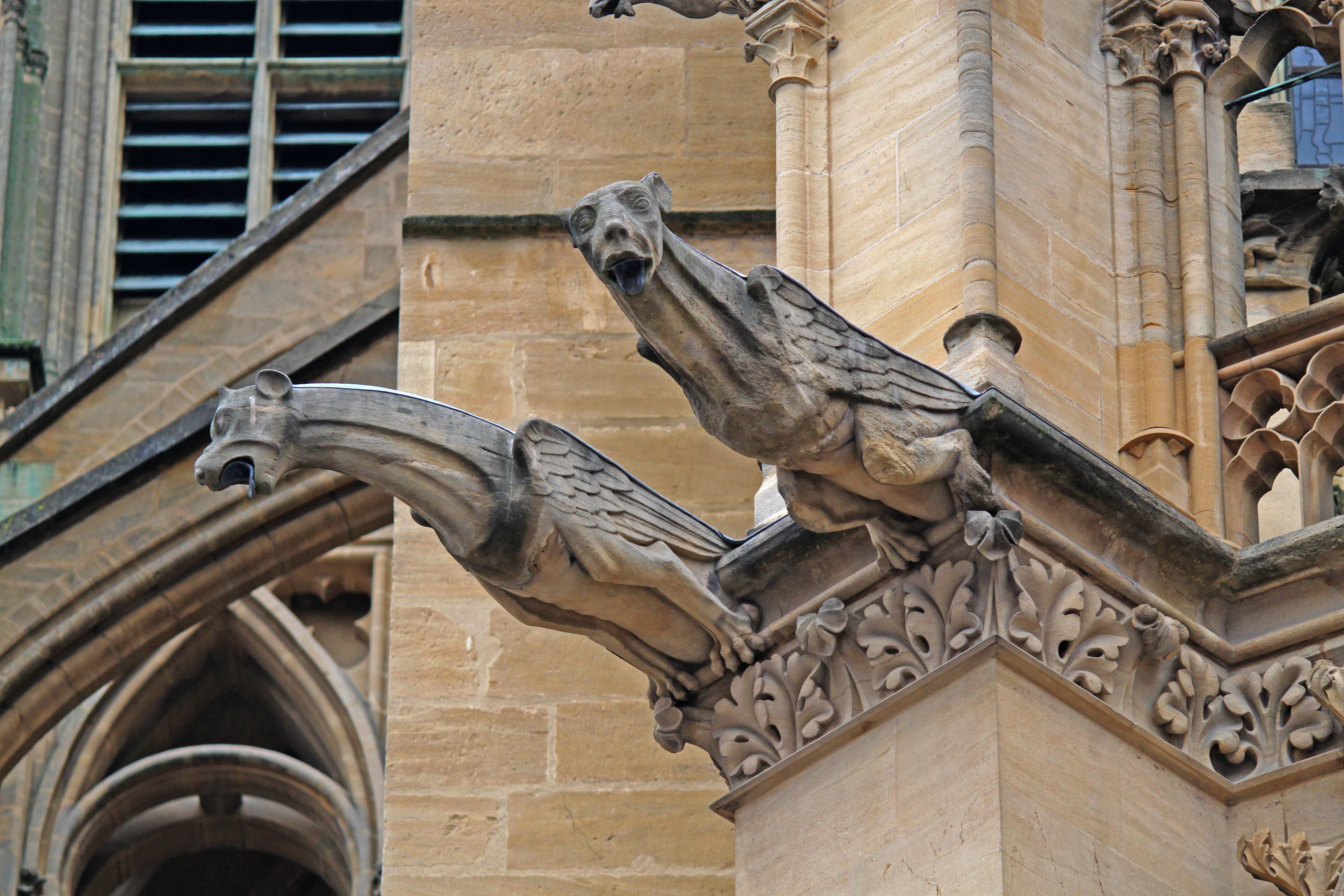
Гаргуйлі

### Інтер'єри

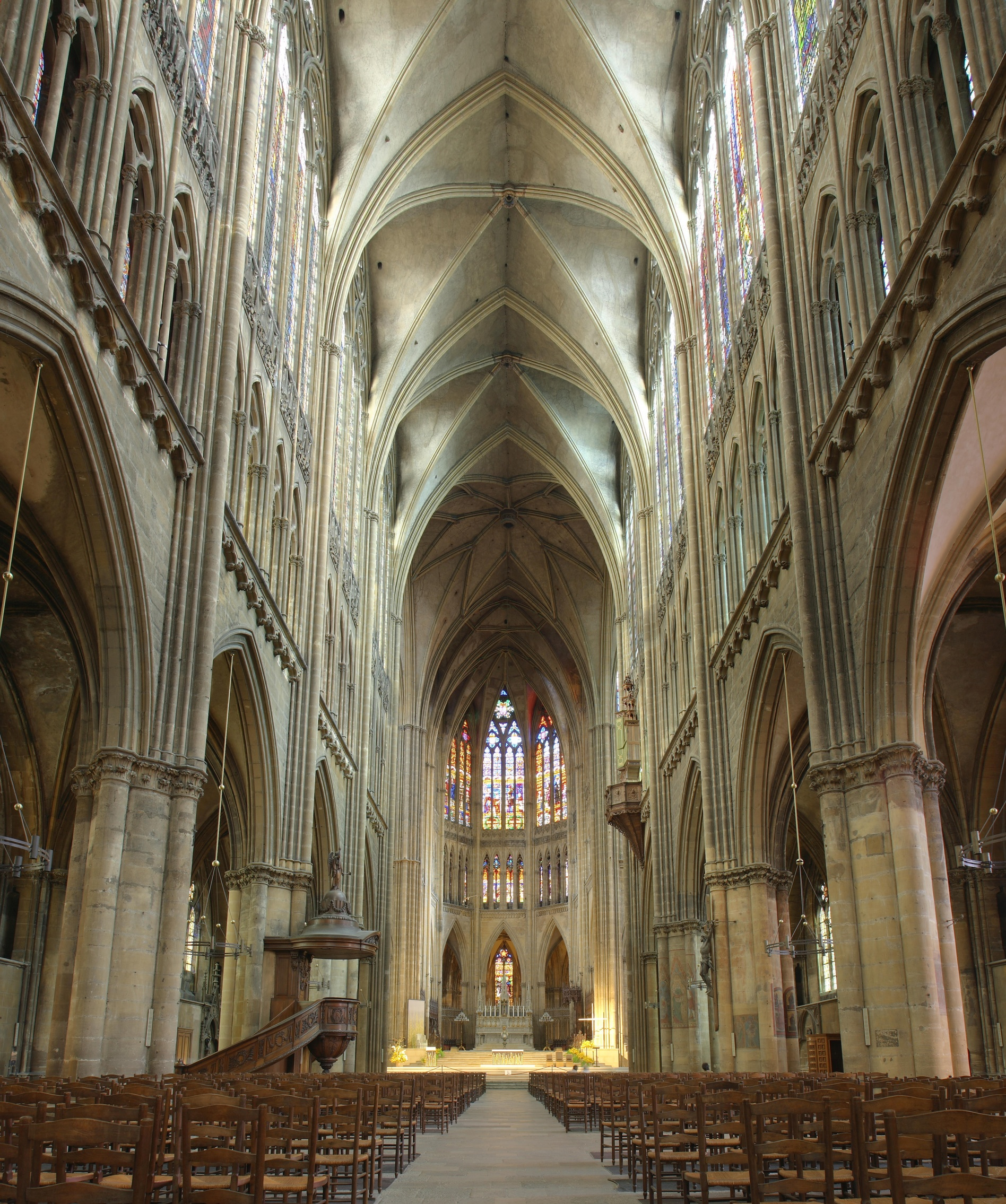
Центральний неф
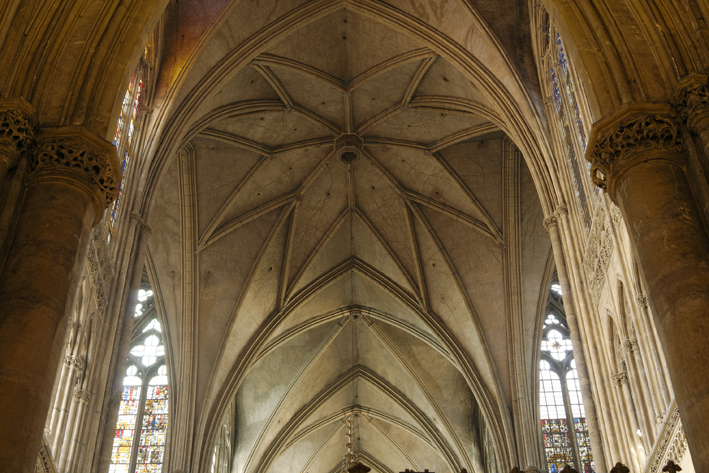
Арка середохрестя між основним і бічними нефами
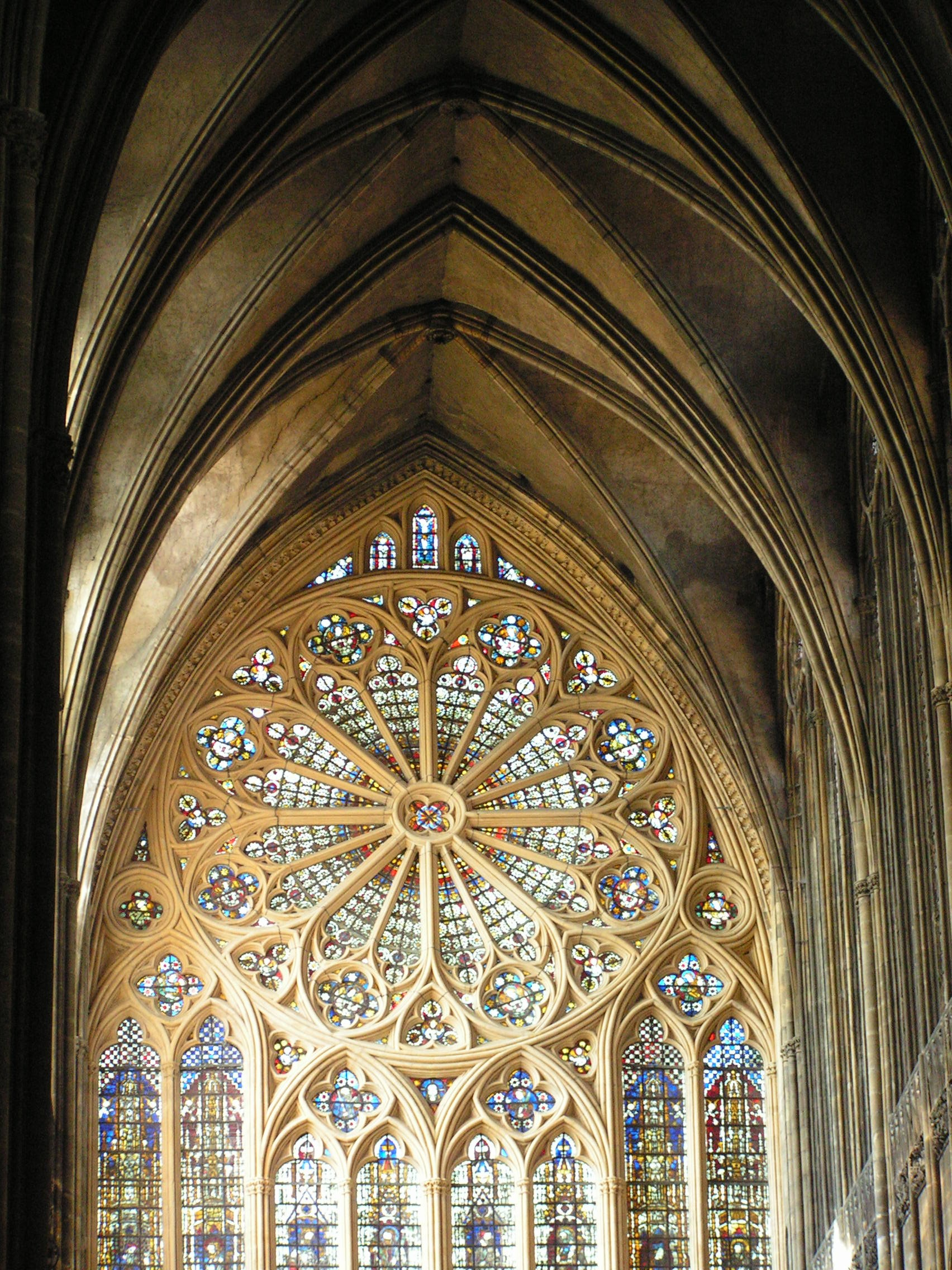
Вікно-«роза»
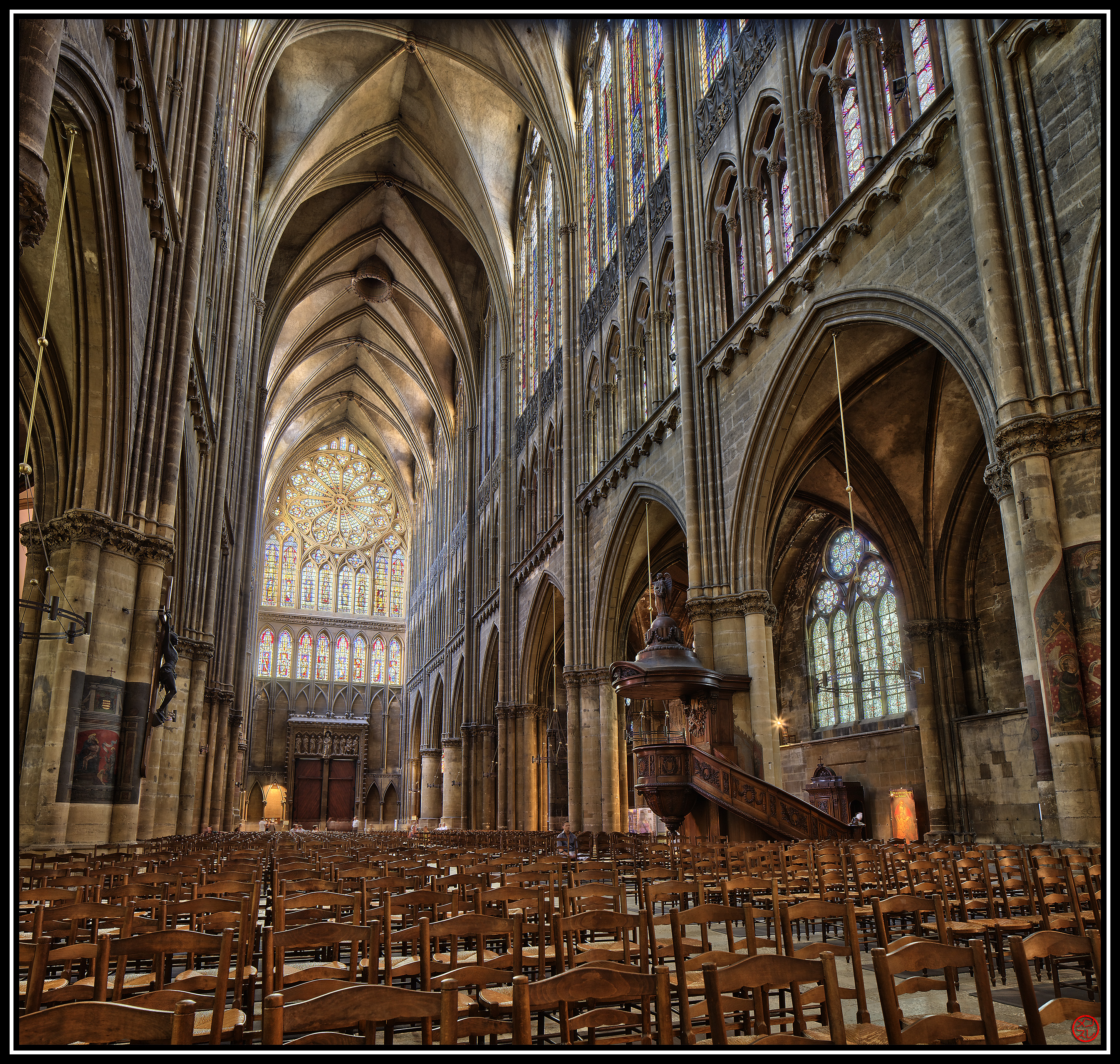
Інтер'єри
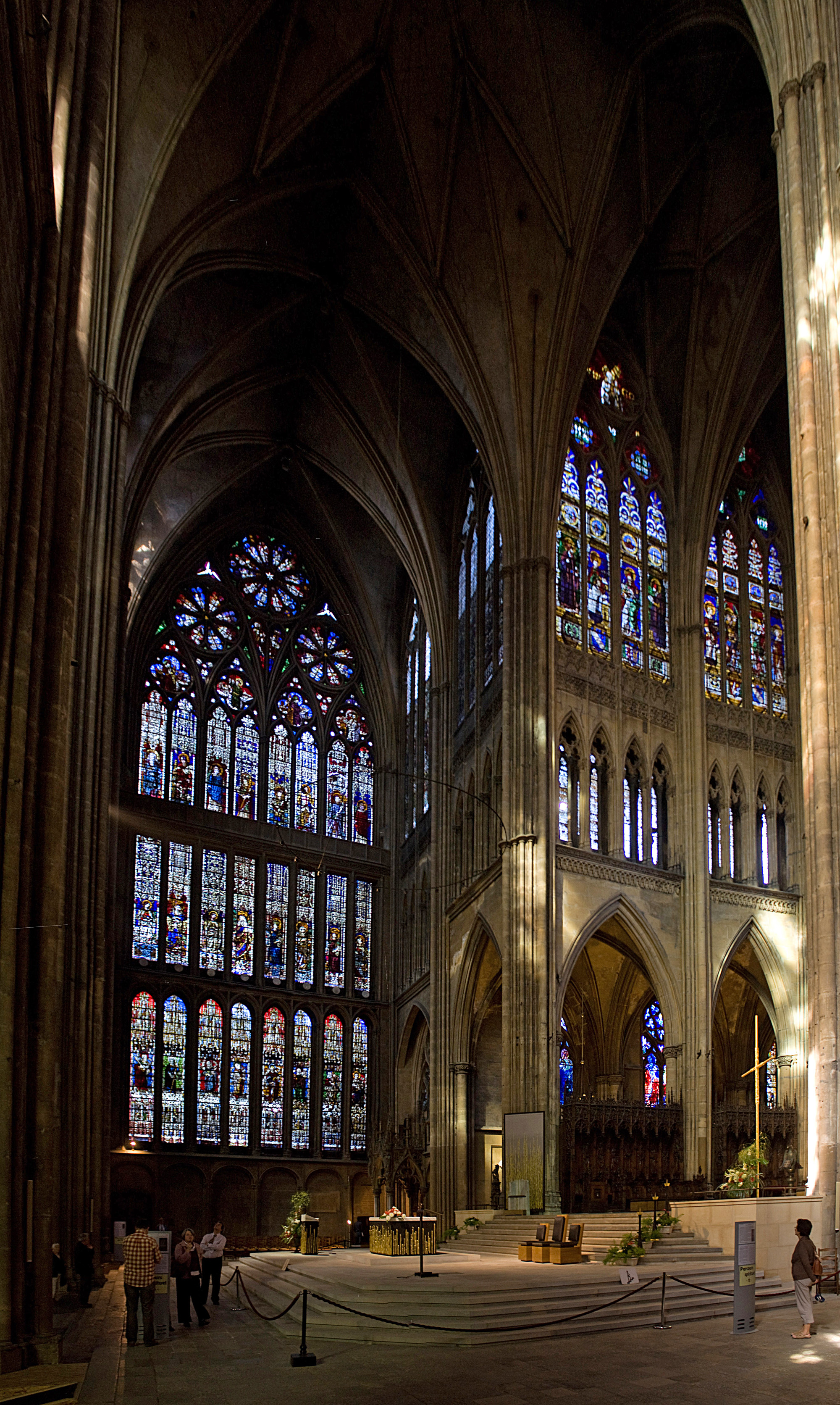
Північний трансепт
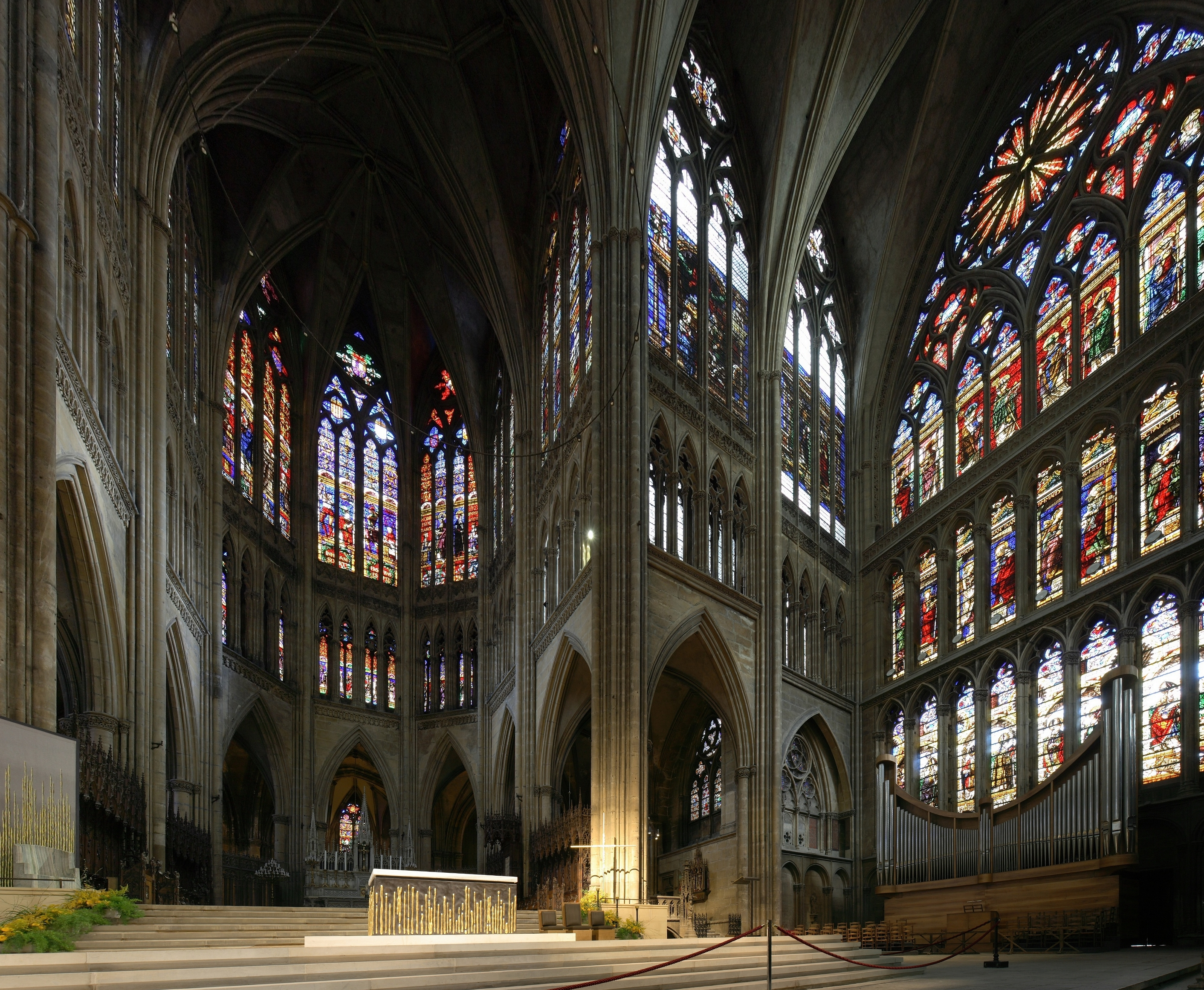
Південний трансепт

## Вітражі
Вітражі собору святого Стефана належать до різних епох. Вітражі XIV століття створив Ерманн фон Мюнстер, ці вітражі розташовані на південно-західній частині собору, в нартексі. У XVI столітті вітражі для собору виготовляв майстер Валентин Буш, його роботи можна побачити у південному трансепті та в амбулаторії. У північному трансепті — великий вітраж роботи Теобальда з Ліксхейма. У бічній каплиці Святих Таїнств знаходяться вітражі роботи Жака Війона, а вітражі роботи Марка Шагала розташовані ліворуч і праворуч від північного трансепта.

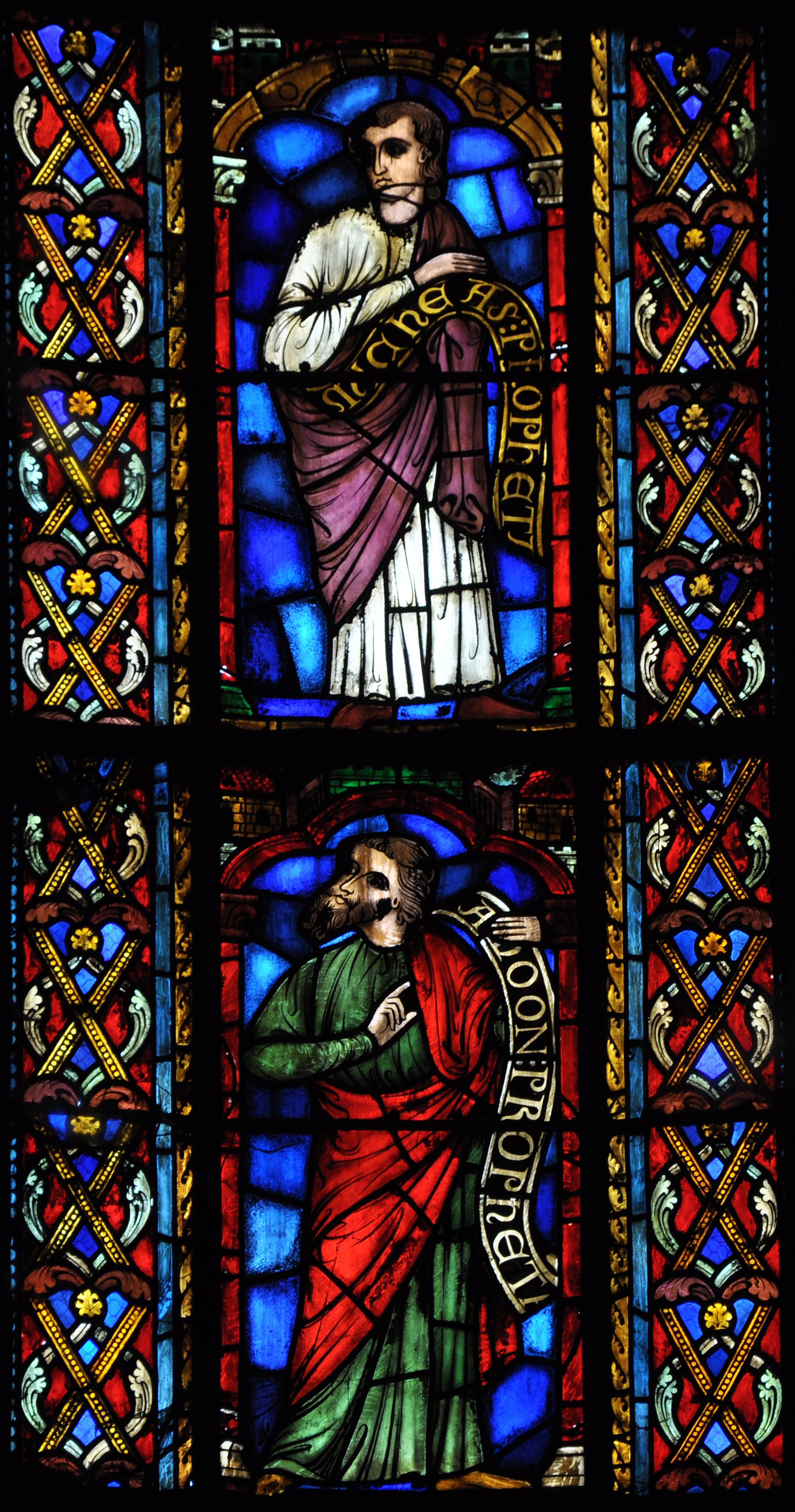
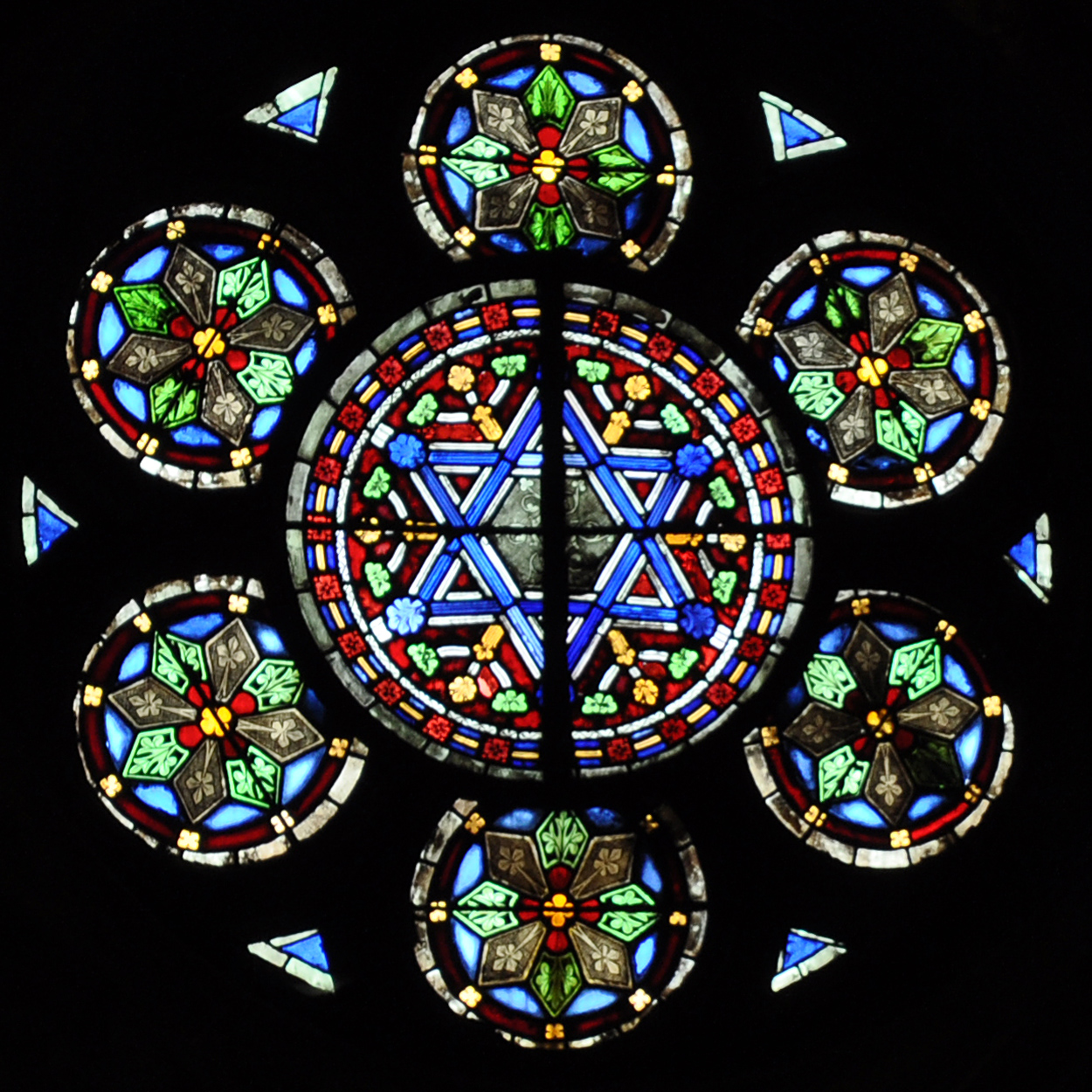
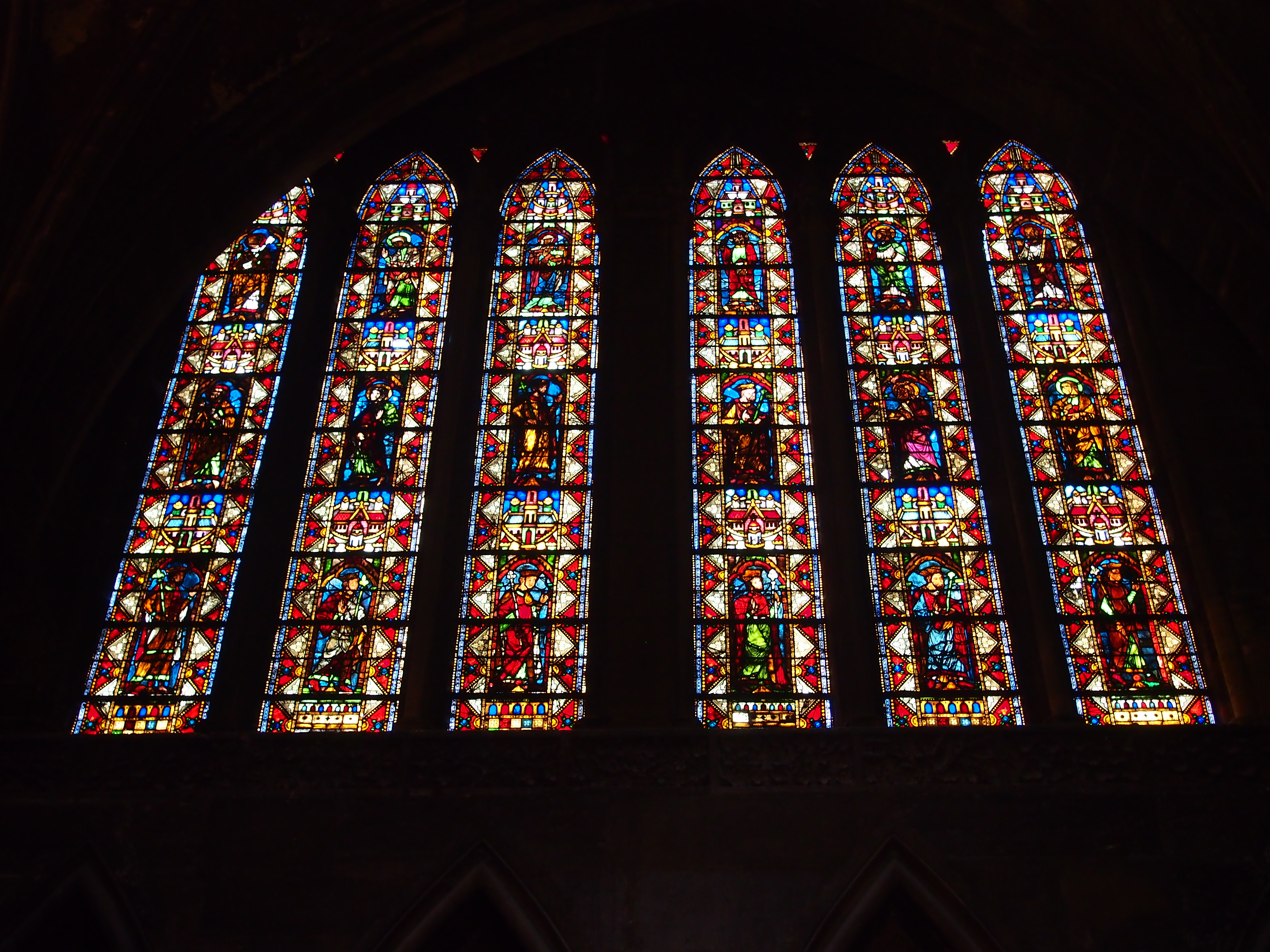
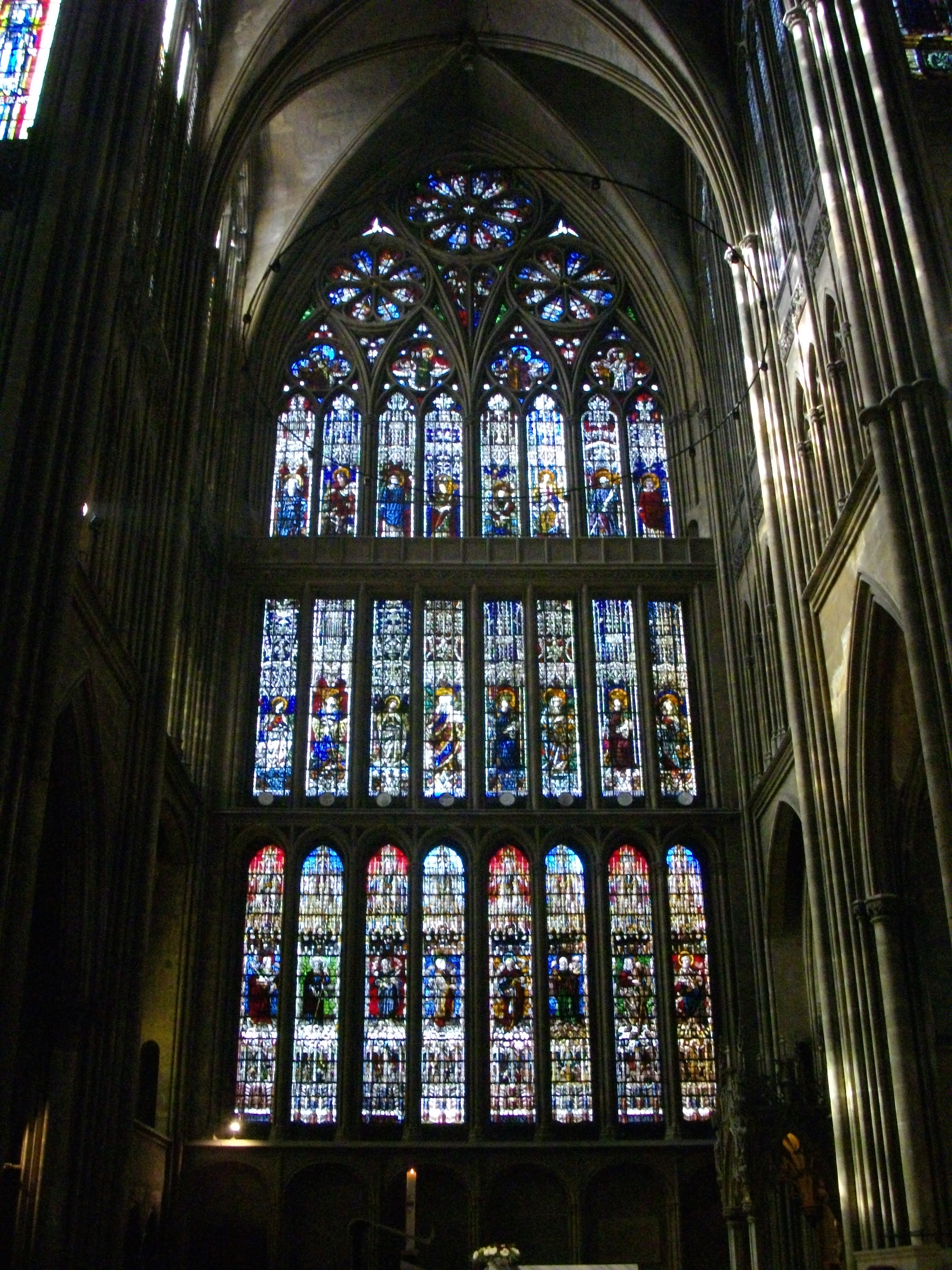
Вітраж Теобальда з Ліксхейма
Вітраж Жака ВійонаВітраж Жака Війона
Вітраж Марка ШагалаВітраж Марка Шагала

## Цікаві факти
- Цікавинкою собору є хрестильня з червоного мармуру. Виготовлена за часів Римської імперії, вона належала одному з багатіїв Діводурума, давньоримського міста, на місці якого виник Мец.
- Серед поховань собору є могила П'єра Перра, архітектора собору. За легендою, у будівництві святині йому допоміг диявол, натомість зажадавши його душу. Архітектор підписав угоду з дияволом, за якою той мав отримати душу Перра, як тільки тіло останнього покладуть у землю. Проте коли Перра помер, його тіло, згідно його заповіту, поклали у свинцеву домовину, яку встановили у склеп, що знаходився на деякій відстані від землі. Така хитрість не дозволила дияволу забрати душу архітектора.